# Historia Mińska Mazowieckiego
Mińsk Mazowiecki (Mińsk do 1866, Nowomińsk do 1916) – prawa miejskie otrzymał w 1421 roku. Rozkwitł podczas Renesansu. Po okresie załamania odrodził się w XIX wieku. Spośród współczesnych miast województwa mazowieckiego jest 26. (razem z Makowem) najdłużej posiadającym prawa miejskie, przy czym w aglomeracji warszawskiej jedynie 3 miasta posiadają te prawa dłużej (Warszawa, Błonie i Nowy Dwór Mazowiecki), zaś w subregionie siedleckim jedynie Łaskarzew (dłużej posiada prawa miejskie również sąsiedni Łuków leżący w województwie lubelskim).

## I Rzeczpospolita

### XIV i XV wiek
Mińsk rozwinął się na fali osadnictwa w dorzeczu Mieni (której zawdzięcza swoją nazwę), w Ziemi Czerskiej, w Księstwie Mazowieckim. Już wtedy pełnił rolę osady targowej.
29 maja 1421 roku książę mazowiecki Janusz I Starszy nadał właścicielowi Mińska, stolnikowi czerskiemu Janowi z Gościeńczyc (ojciec rodu Mińskich), herbu Prus III, przywilej lokacyjny miasta na prawie chełmińskim. Już w 1422 erygowano parafię z drewnianym kościołem. Od 1468 miasto mogło organizować cotygodniowy targ i 3 jarmarki w roku. Działała też jedna z najlepszych szkół na Mazowszu (prowadzona przez Stanisława z Nart).
Spośród synów Jana, Ścibor był biskupem płockim, a Jakub kasztelanem czerskim.

### XVII i XVIII wiek
Koniec XVI i początek XVII wieku to liczne pożary miasta. W 1607 umarł Stanisław Miński, a do Mińska przybył król Zygmunt III Waza. W 1629 zakończyła się (rozpoczęta po pożarach w poprzednim wieku) budowa obecnego kościoła. Jędrzej Święcicki pisał: „Nieco dalej jeszcze leży w tych stronach ludne miasto Mińsk, godne upamiętnienia z powodu dwóch magnackich pałaców”.
W 1646 Łukasz Opaliński herbu Łodzia, marszałek wielki koronny, został właścicielem Mińska. W 1657 przebywali tu kolejno Karol X Gustaw i Stefan Czarniecki. Następnie rozpoczął się stopniowy upadek miasta.
W 1695 roku Sendomierz został włączony do Mińska. W 1781 właścicielem miasta został Piotr Borzęcki, którego złe rządy skończyły się interwencją króla Stanisława Augusta.
1795 – koniec I Rzeczypospolitej, Mińsk z zaborze austriackim.

## Zabory
- 1795-1809 – zabór austriacki
- 1809-1815 – Księstwo Warszawskie
  - Od 1810 departament warszawski, powiat siennicki (z siedzibą w Siennicy)
- Od 1815 – Królestwo Polskie (Podział administracyjny Królestwa Polskiego)
  - styczeń 1816 – woj. mazowieckie, obwód stanisławowski (z siedzibą w Stanisławowie)
  - lipiec 1816 – siedziba obwodu stanisławowskiego
  - 1837 – województwo zmieniło nazwę na gubernię
  - 1845 – gubernia warszawska, powiat stanisławowski (siedziba)
  - 1867 – gubernia warszawska, powiat miński zmieniony później na nowomiński

### Wydarzenia do 1870
W 1807 roku właścicielem miasta został kasztelan łukowski, Karol hrabia Jezierski, herbu Nowina. W 1812 przez Mińsk przeszła część armii Napoleona. W latach 1818–1823 powstał trakt warszawsko-terespolski. Stopniowo przybywało mieszkańców.
26 kwietnia i 14 lipca 1831, podczas powstania listopadowego, miały miejsce walki o miasto.
W latach 1848–1849, Franciszek Morawski pisał w Mińsku poemat „Dworzec mojego dziadka”.
15–16 kwietnia i 17–18 maja 1863, podczas powstania styczniowego, kolejne walki z Rosjanami.
W 1866 do Mińska przyjechał pierwszy pociąg, a rok później otwarto całą Kolei Warszawsko-Terespolską. Nazwę miasta zmieniono na Nowomińsk.

### Mińsk Dernałowiczów
21 marca 1870 roku właścicielem miasta został Seweryn Doria Dernałowicz, herbu Lubicz. W 1875 Henryk Sienkiewicz napisał 3 felietony o Nowomińsku. W tym czasie mieszkał tu m.in. Michał Elwiro Andriolli. Liczba mieszkańców rosła (2840 osób w 1885 r.)
W 1881 powstała Ochotnicza Straż Pożarna, a w 1886 pierwsza na wschodnim Mazowszu księgarnia. Trwał romans Stefana Żeromskiego z Heleną Radziszewską (Helena z „Popiołów”). W 1890 powstały rosyjskie koszary.
Pod koniec stulecia powstała fabryka maszyn, a na początku XX w., cerkiew prawosławna. W 1907 roku w Mińsku zawiązała się społeczność mariawicka. W latach 1908–1911 wybudowali kościół parafialny pw. Narodzenia NMP. Liczba mieszkańców wzrosła do 4771, a w 1910 już 5794.
W 1910 lub 1912 powstała pensja Marii Grochowskiej (Gimnazjum i Liceum Ogólnokształcące im. Polskiej Macierzy Szkolnej), a w 1915 Szpital Miejski (obecny). W 1914 biskup Aleksander Kakowski, konsekrował przebudowaną świątynię.
Od 1915 do 11 listopada 1918 trwała niemiecka okupacja Nowomińska. W 1916 r. miasto otrzymała nazwę Mińsk Mazowiecki.

## II Rzeczpospolita
Siedziba powiatu mińskomazowieckiego (mińskiego) w województwie warszawskim. Do 1944 własność Dernałowiczów.

### Dwudziestolecie międzywojenne
W czasie wojny polsko- bolszewickiej sierpniu 1920 roku Armia Czerwona na krótko zajęła miasto. Mińsk wraz z okolicznymi miejscowościami został wyzwolony 17 sierpnia 1920 r. przez oddziały grupy bojowej pułkownika Stanisława Wrzalińskiego, w tym między innymi przez jednostki XXIX Brygady Piechoty. W sierpniu 1920 roku w mieście doszło do dużych zniszczeń na skutek ostrału miasta przez polskie pociągi pancerne oraz nalot polskich wojsk lotniczych.
W drugiej połowie lat dwudziestych miasto zostało częściowo zelektryfikowane, a część ulic utwardzona. Wiele nowych budynków powstało w latach trzydziestych. Mińszczanie pracowali w fabryce Rudzkiego, albo dojeżdżali pociągiem do Warszawy (od 1937 elektrycznym). W lipcu 1930 miał miejsce strajk szewców, w 1931 marsz bezrobotnych, a w 1932 strajk chłopski. W pierwszej połowie 1936 roku dochodzi do ekscesów o podłożu antysemickim.

### II wojna światowa
Niemcy wkroczyli do Mińska Mazowieckiego 12 września (1939). Następnego dnia doszło do bitwy pod Mińskiem pod dowództwem gen. Władysław Andersa.
Już w 1939 r. zorganizowano w mieście struktury Polskiego Państwa Podziemnego, oraz tajne nauczanie (od września). W 1940 udało się nawet odtworzyć 7 Pułk Ułanów Lubelskich (zakonspirowany na terenie powiatu mińskomazowieckiego i Warszawy).
W 1940 roku Niemcy stworzyli getto w Mińsku Mazowieckim. 21 sierpnia 1942 roku Niemcy zlikwidowali 7-tysięczne getto (wywiezienie Żydów do Obozu Zagłady „Treblinka II”).
Okolice mińska Mazowieckiego były terenem wzmożonych działań partyzantki Gwardii Ludowej/Armii Ludowej (ku czci partyzantów na ul. Kościuszki wmurowano płytę pamiątkową z nazwiskami poległych 22 partyzantów). 1 lutego 1943 roku hitlerowcy wymordowali grupę mińskich działaczy PPR (w 1975 roku w holu budynku Zespołu Szkół Zawodowych nr 3 wmurowano tablicę pamiątkową a szkole nadano imię Rodziny Nalazków). 17 marca 1943 roku w samotnej walce z żołnierzami hitlerowskimi na ul. Pięknej zginął żołnierz Gwardii Ludowej Stanisław Zawisza ps. „Stalowy” (ku jego czci w 1960 roku wmurowano w tablicę pamiątkową w budynek przy ul. Pięknej 3).
30 lipca 1944 roku Mińsk został wyzwolony przez Armię Krajową. 31 lipca 1944 roku do miasta wkroczyły oddziały 2 armii pancernej gwardii I Frontu Białoruskiego Armii Czerwonej (podczas walk w okolicach miasta zginęło 1420 żołnierzy radzieckich, którzy są pochowani na cmentarzu założonym w 1951 roku).
W nocy z 2 na 3 marca 1945, Sowieci potwierdzili swoją władzę mordując burmistrza i innych przedstawicieli elit.

## 2. połowa XX wieku
W 1979 oddano do użytku dworzec PKP i PKS (obecny). W 1984 r. erygowano parafię św. Antoniego (nie częste wydarzenie w czasach PRL), a w 1987 rozpoczęła się działalność kulturalna w wyremontowanym Pałacu Dernałowiczów.
W latach 80. działała w Mińsku „Solidarność”. Członkiem Zarządu i Prezydium oraz rzecznikiem prasowym MKZ w Mińsku Mazowieckim był Zbigniew Szubiński, który później do 1987 roku działał w podziemnym MKZ.
Jednym z działaczy był też Czesław Mroczek.

## Wybrane daty
- 29 maja 1421 – nadanie praw miejskich,
- 1549 – lokacja drugiego miasta Sendomierza – z czasem wchłoniętego przez Mińsk,
- 1629 – koniec budowy obecnego kościoła przy Starym Rynku,
- 1807 – nadanie XVII-wiecznemu pałacowi obecnego kształtu
- lipiec 1816 – Mińsk został siedzibą obwodu stanisławowskiego (później powiatu),
- 1818-1823 – budowa ul. Warszawskiej,
- 1831 – Mińsk kilkakrotnie był terenem walk powstania listopadowego,
- 1863 – oddział partyzancki zaatakował stacjonujące tu oddziały carskie i zadał im poważne straty,
- 1866 – pierwszy pociąg,
- 1867 – władze carskie przemianowały miasto na Novominsk,
- 23 lutego 1909 – erygowanie parafii starokatolickiej mariawitów
- 1916 – miastu nadano obecną nazwę,
- 11 listopada 1918 – rozbrojenie Niemców,
- 17 sierpnia 1920 – wyzwolenie miasta, po zajęciu przez bolszewików,
- 1939 – Mińsk został zbombardowany, bitwa kawalerii polskiej z Niemcami,
- 1940-1942 – getto i eksterminacja Żydów,
- 30 lipca 1944 – miasto zostaje wyzwolone przez Armię Krajową, a następnie zajęte przez Armię Czerwoną,
- 1952 – otwarcie ZNTK, do tej pory największego zakładu pracy w mieście,
- 1 czerwca 1975 – likwidacja powiatu mińskiego, włączenie miasta w obręb woj. siedleckiego,
- 1 stycznia 1999 – likwidacja woj. siedleckiego, przywrócenie powiatu mińskiego.

## Zmiana liczby ludności
| Rok / Wiek     | Liczba     | Rok / Wiek  | Liczba  |
| -------------- | ---------- | ----------- | ------- |
| II poł. XVI w. | 3,5–4 tys. | 1660        | 1 tys.  |
| 1777           | 456        | 1827        | 750     |
| 1880           | 2940       | pocz. XX w. | 4771    |
| 1910           | 5794       | 1921        | 10689   |
| 1939           | 15103      | 1945        | 10500   |
| 1971           | 24700      | 1992        | 34 tys. |
| 1995           | 35068      | 2000        | 35761   |
| 2006           | 37529      |             |         |